# Baukalender
Baukalender ist ein, in Deutschland – insbesondere unter Baufachleuten – aufgrund erhöhter Komplexität der Bauabläufe kaum mehr gebräuchlicher Begriff für die baubezogene Terminplanung (dort umfangreiche Erläuterungen).
Vermutlich hat sich die Bezeichnung „Baukalender“ wegen ihres sinnlichen oder wegen des statischen bzw. beharrenden Bezuges erhalten. Der Begriff „Baukalender“ erscheint jedoch gerade im Hinblick auf die geforderte Flexibilität im Umgang mit Terminen irreführend.
Siehe auch: Bauzeitenplan